# Тайфунник Соландра
Тайфу́нник Соландра (Pterodroma solandri) — вид буревісникоподібних птахів родини буревісникових (Procellariidae). Мешкає в Тихому океані. Вид названий на честь шведського натураліста Даніель Карлсона Соландер.

## Опис

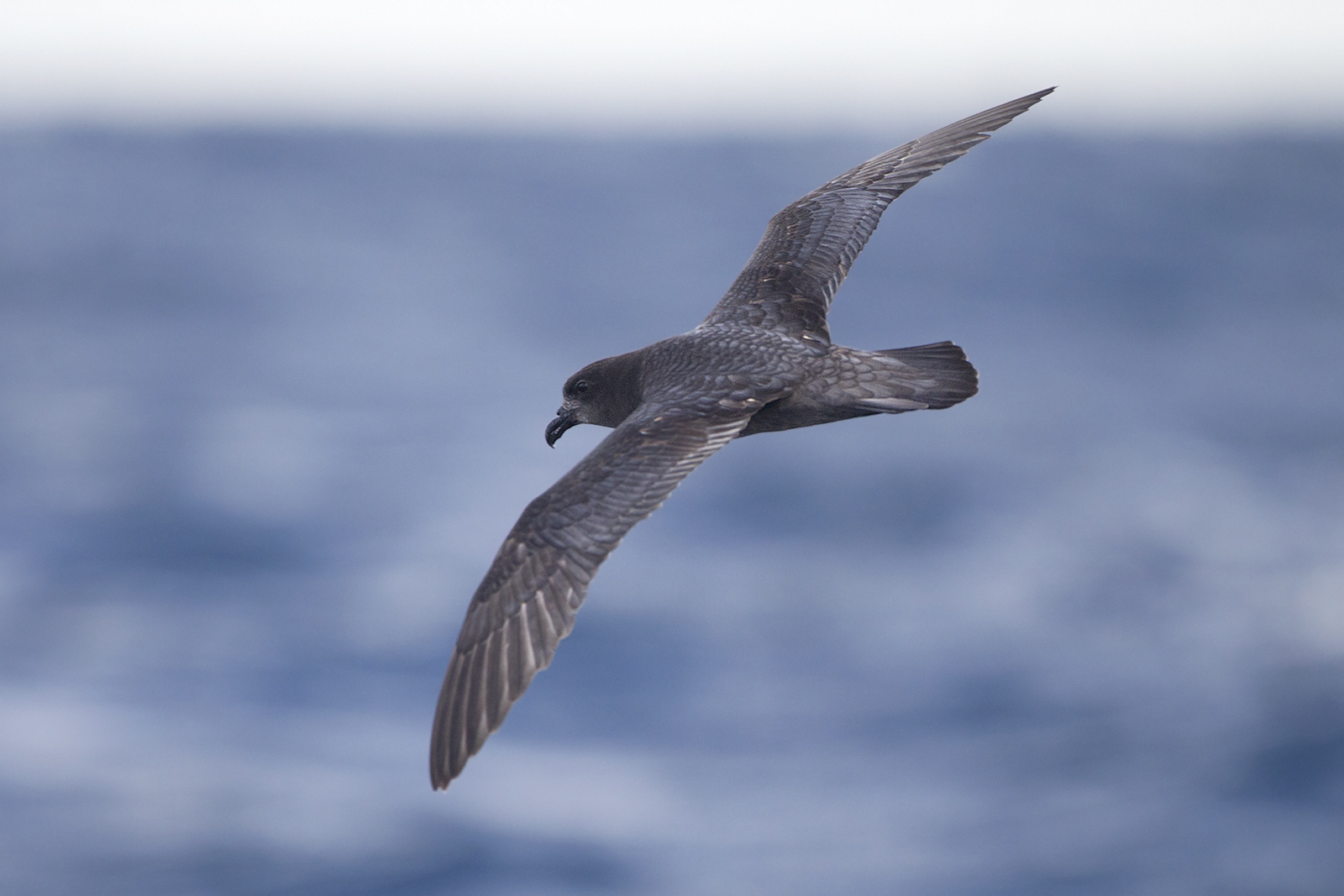
Тайфунник Соландра

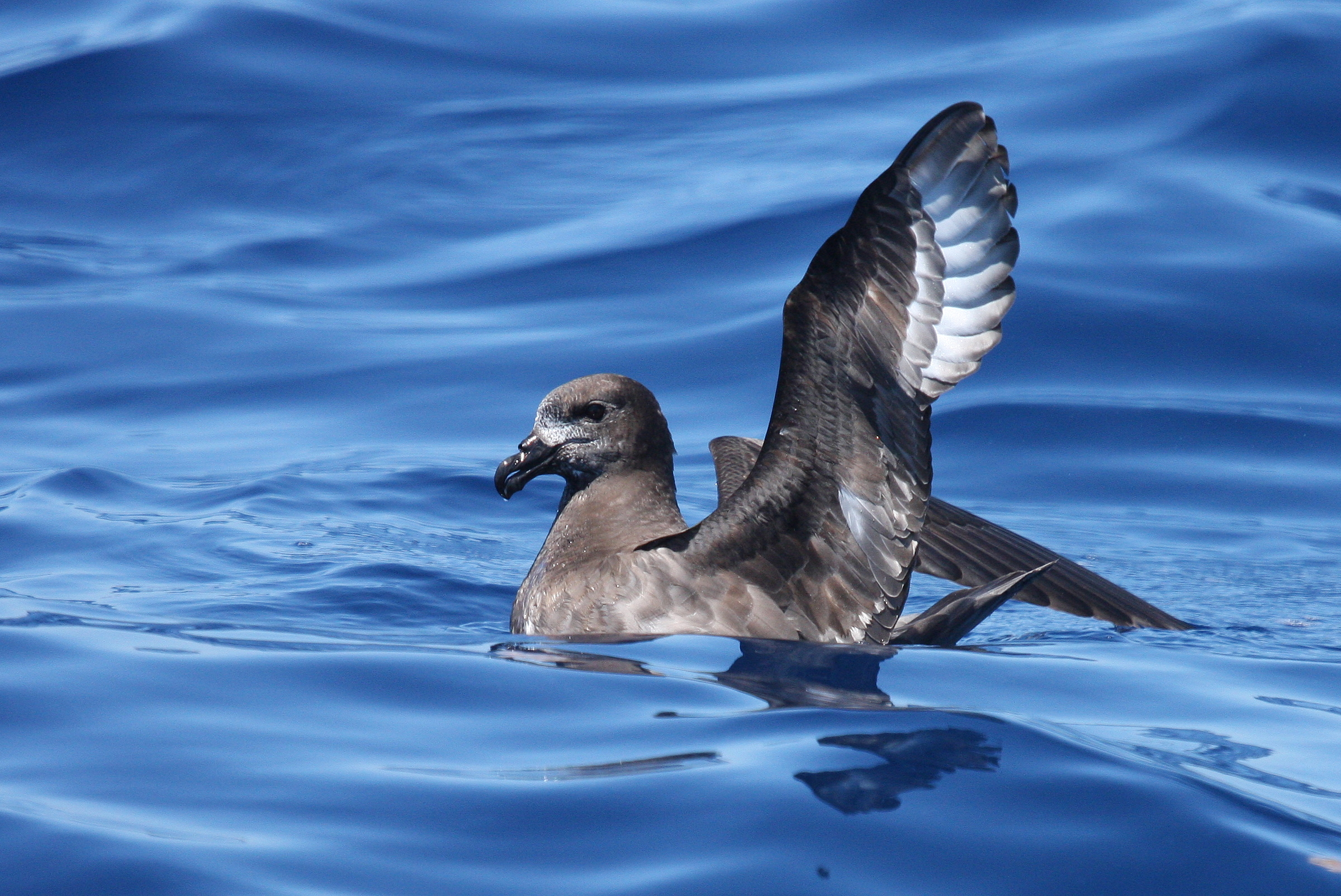
Тайфунник Соландра

Тайфунник Соландра — морський птах середнього розміру, середня довжина якого становить 40 см. Довжина крила у самців становить 296-317 мм, у самиць 284-316 мм, довжина хвоста у самиць становить 122-135 мм, у самиць 120-134 мм, довжина дзьоба у самців становить 33-37 мм, у самиць 30-36 мм. Верхня частина тіла темно-сіра, передня частина голови і горло білуваті, нижня частина тіла сірувато-коричнева. На нижній стороні крил біля основи махових пер є білі плями трикутної форми. Дзьоб міцний, чорний, лапи темно-сірі. Пташенята покриті темно-сірим пухом, нижня частина тіла у них попелясто-сіра.

## Поширення і екологія
Понад 99% світової популяції тайфунників Соландра гніздяться на острові Лорд-Гав, розташованому в Тасмановому морі, приблизно у 800 км на схід від материкової Австралії. Невелика популяція гніздиться також на острові Філіп поблизу острова Норфолк . Раніше вони гніздилися також на самому острові Норфолк, однак були знищені там на початку 19 століття. Під час негніздового періоду тайфунники Соландра зустрічаються переважно на південному заході Тихого океану. В Північній півкулі вони зустрічаються в західній частині океану, до спостерігалися на схід від островів Рюкю, Хоккайдо і Курильських островів, а також біля Гавайських островів.
Тайфунники Соландра живляться переважно кальмарами з родин Cranchiidae, Onychoteuthidae, Spirulidae і Histioteuthidae та рибою, зокрема біолюмінісценцентними міктофовими рибами з роду Electrona, які вночі підіймаються до поверхні океану, іноді також ракоподібними (Decapoda і Isopoda). Птахи сідають на поверхню води і можуть пірнати на глибину до 5 м.
До місць гніздування тайфунники Соландра прилітають у середині квітня. Відкладанню яєць передує тривалий підготовчий період. Гнізда робляться з рослинності, розміщуються в норах або в тріщинах серед скель, переважно на висоті від 500 до 800 м над рівнем моря. У середині-наприкінці травня відкладається одне біле яйце, пташенята вилуплюються в середині липня, а на початку листопада покидають свої гнізда.

## Збереження
МСОП класифікує цей вид як такий, що не потребує особливих заходів зі збереження. За оцінками дослідників, близько 32 тисяч пар гніздяться на острові Лорд-Гав, переважно на горах Гауер і Ліджбьорд. Гніздова популяція острова Філіп була відкрита у 1980-х роках, вона становить приблизно 250 пар і поступово збільшується. Загалом, станом на 2021 рік популяція тайфунників Соландра становила приблизно 83 тисячі птахів. Історично, наприкінці 17 століття гніздова популяція острова Норфолк становила приблизно мільйон птахів, однак вона була знищена внаслідок полювання.